# Yakamoz S-245
Yakamoz S-245 è una serie televisiva turca di fantascienza ideata da Jason George. La serie è ispirata al romanzo polacco The Old Axolotl. È disponibile su Netflix a partire dal 20 aprile 2022.

## Trama
Arman, biologo marino, viene contattato dall'ex fidanzata Defne per un'esplorazione della Fossa di Erebus. Con una piccola squadra di esperti, i due danno il via ai primi test del sottomarino. Quando riemergono dopo alcune ore, scoprono che tutti coloro che si espongono al Sole muoiono e presto entrano in contatto con l'equipaggio del sottomarino militare turco Yakamoz S-245. Arman e la sua squadra andranno ad abitare nel sottomarino per proteggersi dal Sole, ma sorgeranno presto tensioni fra loro e l'equipaggio, in particolare con Umut, il secondo in comando.

## Episodi
| Stagione       | Episodi | Prima TV originale | Prima TV Italia |
| -------------- | ------- | ------------------ | --------------- |
| Prima stagione | 7       | 2022               | 2022            |

## Accoglienza
Nella prima settimana, la serie è stata quotata come la terza serie TV non in lingua inglese più vista su Netflix. Il presidente turco Erdogan ha talmente apprezzato la serie che ha annunciato l’intenzione di voler nominare uno dei prossimi sottomarini della marina turca proprio Yakamoz S-245.